# Brama Merseburska w Chełmnie
Brama Merseburska – zachowana w formie szczątkowej brama miejska Chełmna z XIII wieku, obecnie służy jako kapliczka.

## Historia
Brama Merseburska została wzniesiona w drugiej połowie XIII wieku. W XV wieku została przebudowana na basztę. Znajduje się w obrębie klasztoru przy kościele św. Janów. Pierwotnie stanowiła zamknięcie ul. Merseburskiej, będącej przedłużeniem obecnej ul. Dominikańskiej.